# Zoo de Whipsnade
Le Zoo de Whipsnade, anciennement connu sous le nom de Whipsnade Wild Animal Park, est un parc zoologique et parc safari anglais situé dans le Bedfordshire, à environ 60 km au nord-ouest de Londres, dans le village de Whipsnade.
C'est l'un des deux zoos, avec le Zoo de Londres, qui appartiennent à la Société zoologique de Londres (ZSL), un organisme de bienfaisance consacré à la conservation des animaux et de leurs habitats dans le monde entier.

## Description

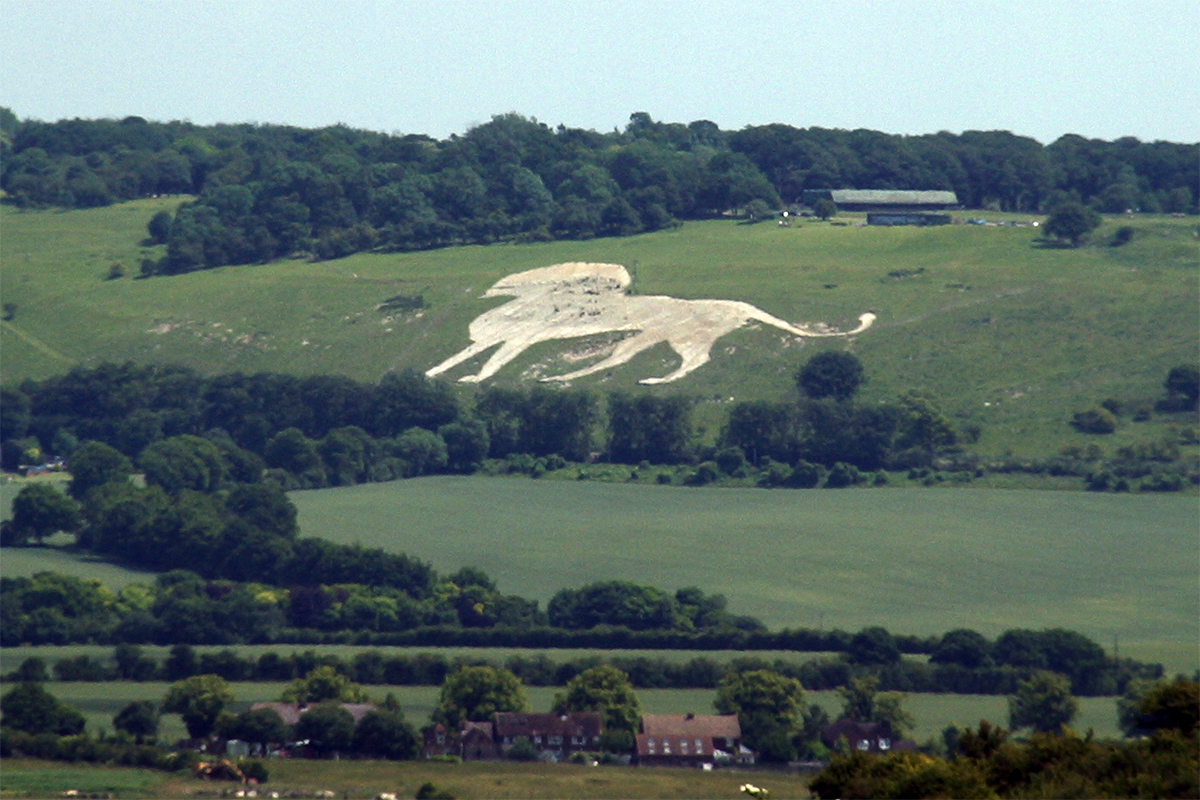
La figure de craie de Whipsnade vue de Ivinghoe Beacon

Le parc couvre une étendue de 240 ha, et se repère à des kilomètres depuis le nord ou depuis le ciel, grâce à une grande figure de craie (ou géoglyphe) nommé Whipsnade White Lion. Celle-ci est sculptée sur une colline des Dunstable Downs (qui font partie des collines Chilterns) juste au-dessous de l'enclos des rhinocéros blancs.
Grâce à sa grande superficie, à l'intérieur du parc, les visiteurs peuvent marcher, utiliser le service de bus du zoo, ou conduire leur propre voiture soit entre les différents enclos des animaux, soit à travers la zone asiatique, où certains animaux sont autorisés à circuler librement. Il y a aussi un petit train touristique.
Le ZSL Whipsnade Zoo est l'un des plus grands parcs de conservation de la faune d'Europe. Il abrite 2 847 animaux dont beaucoup sont menacés d'extinction à l'état sauvage. La majorité des animaux sont détenus dans de grands enclos, tandis que d'autres, tels que les paons, les maras de l'Amérique du Sud et les wallabies de l'Australie, se promènent librement dans le parc.

## Histoire
Les premières années

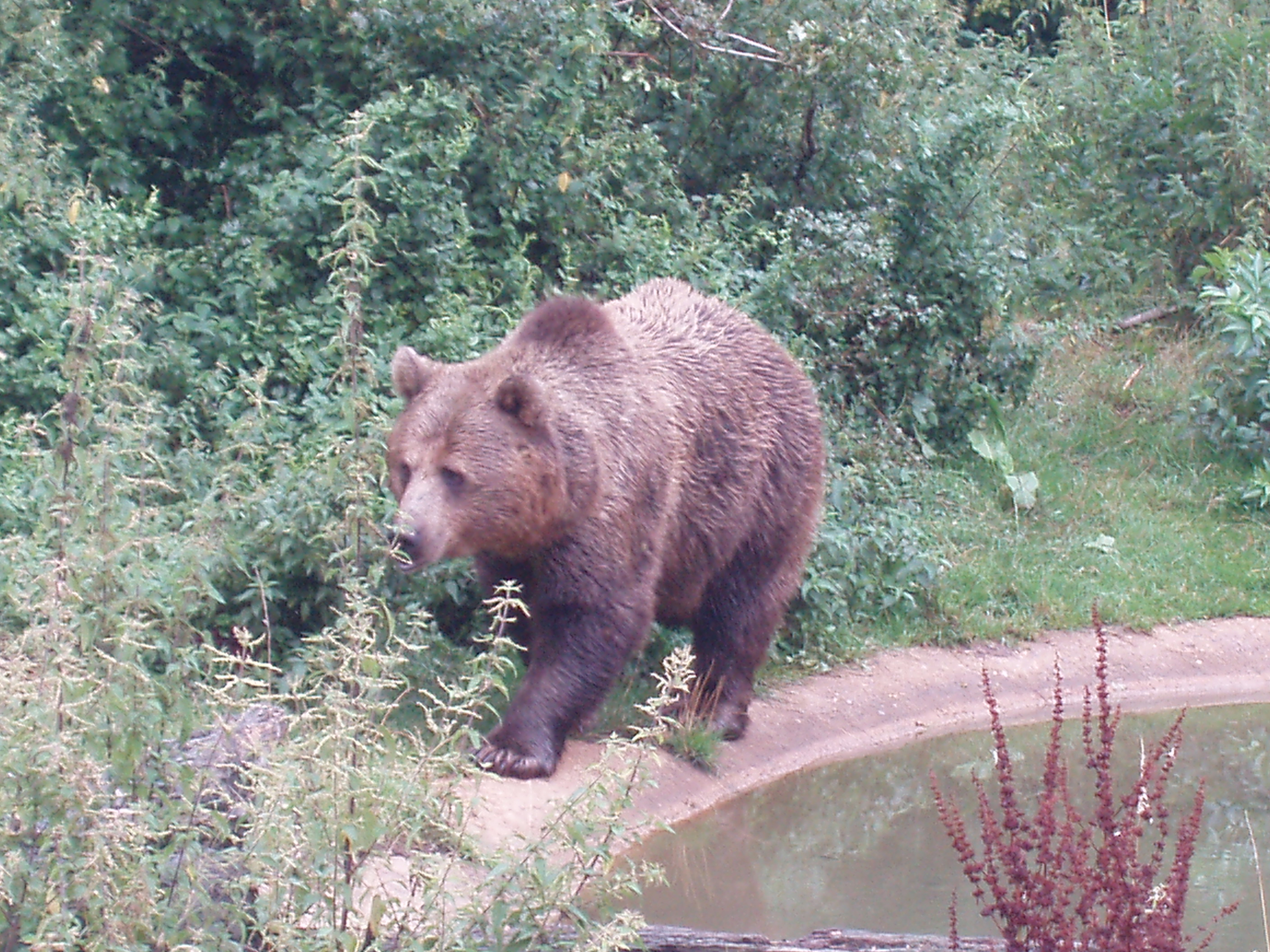
Ours brun au zoo

La Société zoologique de Londres a été fondée en 1826 par Sir Thomas Stamford Raffles dans le but de promouvoir la conservation des animaux et de leurs habitats dans le monde entier. À cette fin le ZSL London Zoo à Regents Park à Londres a été créé.
Près de 100 ans plus tard, une visite au zoo du Bronx a donné l’idée à Sir Peter Chalmers Mitchell (secrétaire de la ZSL de 1903 à 1935) de créer un parc en Grande-Bretagne en tant que centre de conservation.
Hall Farm, une ferme abandonnée sur les Dunstable Downs à 30 km au nord de Londres, a été acheté par la Société zoologique de Londres en 1926 pour 480 £ 12 shillings 10 pence. Le site a été clôturé, les routes construites et des arbres plantés.
Les premiers animaux sont arrivés au parc en 1928, dont deux faisans de Lady Amherst, un faisan doré, et cinq coqs bankivas. D'autres ont rapidement suivi, y compris des muntjacs, des lamas, des wombats et des moufettes.
Whipsnade Park Zoo a ouvert ses portes le 23 mai 1931. C’était le premier zoo en plein air en Europe à être facilement accessible aux visiteurs. Le parc a connu un succès immédiat et a accueilli plus de 38 000 visiteurs le lundi suivant. L'enclos de l'ours brun est un élément qui subsiste depuis les premiers jours du zoo.
La collection d'animaux a été élargie en 1932 par l'achat d'une collection auprès d'une ancienne ménagerie itinérante et certains des plus grands animaux se sont dirigés vers le zoo de la station de Dunstable.
La figure de craie distinctive en forme de lion a été achevée en 1933.
La Seconde Guerre mondiale
Pendant la Seconde Guerre mondiale le zoo a servi de refuge pour les animaux évacués du Zoo de Londres à Regents Park. Les célèbres pandas géants Ming, Song et Tang ont été parmi ces animaux, mais ils ont été rapidement renvoyés à Londres pour remonter le moral de la capitale. En 1940, 41 bombes sont tombées sur le parc avec peu de dommage à la structure du zoo, mais une  girafe de 3 ans nommée Boxer, qui était née au zoo, a été effrayée à mort par les explosions. Certains des étangs du parc sont les restes de cratères de bombes qui datent de cette époque.
Développements récents
En 1996, un nouveau bâtiment et enclos réservés aux éléphants ont été ouverts pour remplacer la maison originale des éléphants à l’architecture remarquable mais étroite qui avait été conçue par Lubetkin et Tecton en 1935. L’ancienne maison reste au zoo comme monument classé de grade II et son enceinte associée contient des lémuriens.
Au début des années 2000, le zoo a ajouté un certain nombre de nouvelles expositions, y compris en 2005 les Lions de la Serengeti, en 2007 un enclos aux lémurs à travers lequel les visiteurs peuvent se promener, en février 2007 l’exposition des Rhinos de Népal, à Pâques 2008 Cheetah Rock (le Rocher des Guépards), en mai 2008 une exposition d’ours lippu, et en mai 2009 le Wild Wild Whipsnade. En juillet 2008, le café au bord du lac, rebaptisé Wild Bite Cafe, a rouvert ses portes après des travaux de rénovation.
En mai 2009, William Windsor (connu sous le nom de Billy), un bouc qui était la mascotte du Régiment Royal Gallois de l'armée de terre britannique, a pris sa retraite au zoo après huit ans de services distingués en fonctions cérémonielles.

## Expositions

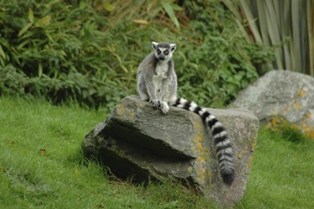
Lémur catta

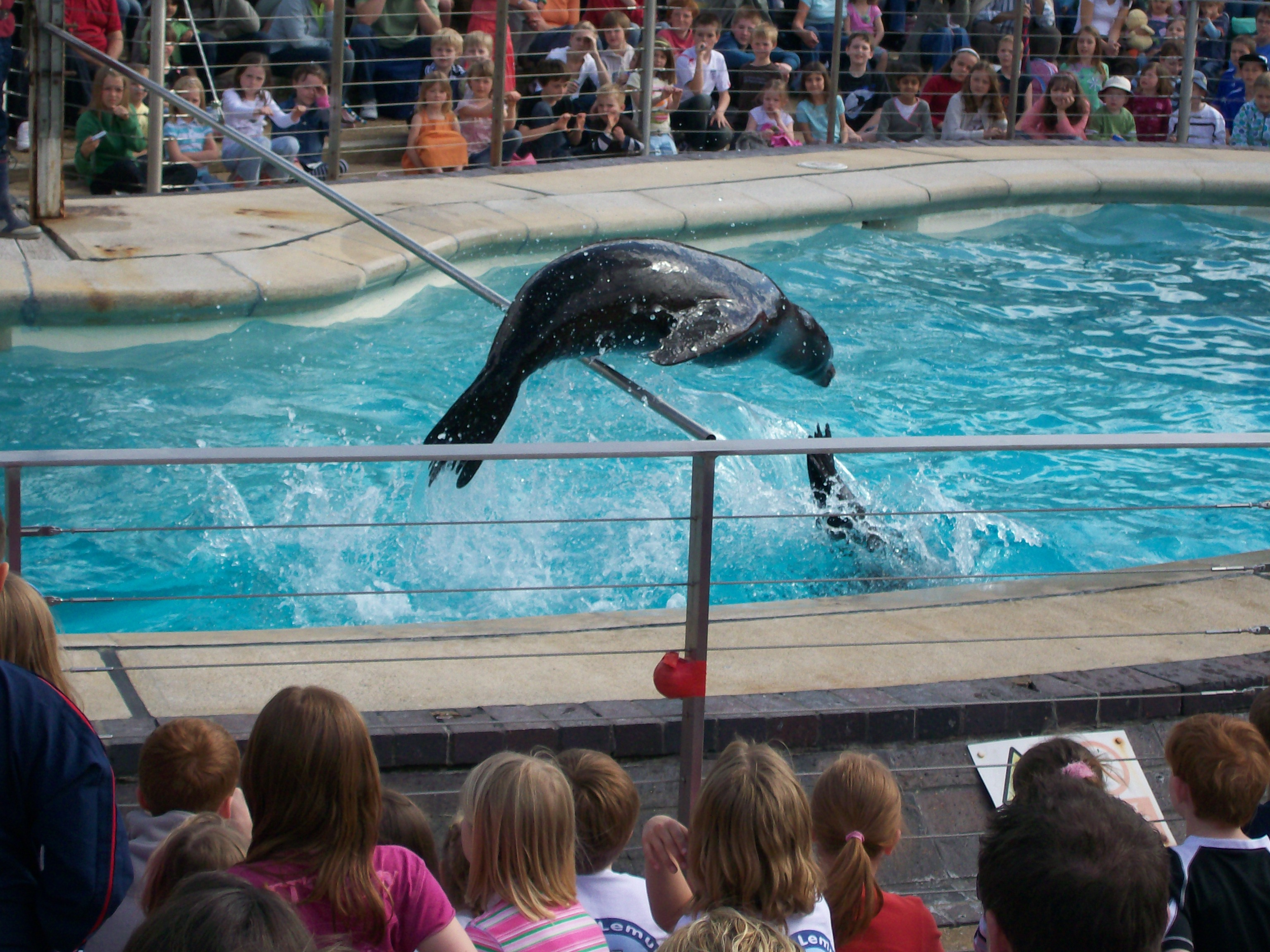
Un lion de mer qui joue au Sea Lion Splash

### Passage Through Asia
Un grand enclos sans frontières entre les visiteurs et les animaux. Les visiteurs ne peuvent accéder à la zone qu’en voiture ou sur le train Jumbo Express. L’enclos abrite des chameaux de Bactriane, des cerfs cochon, des yak, des cerfs axis et des cerfs du Père David.

### Lions of the Serengeti
Ouvert en 2005, le Lions of the Serengeti abrite un groupe de lions africains, un mâle Spike, deux femelles nommées Mashaka-Lia et Kachanga, et quatre jeunes lions nommés Kea, Kato, Toto et Neo, qui sont tous des descendants de Spike et Mashaka.

### Sea lion Splash
Une démonstration quotidienne dans lequel cinq otaries de Californie dressées (Dom, Bailey, Lara, Kyra et Salt) effectuent des tours et des cascades pour les visiteurs dans leur piscine qui s'appelle la « Splash Zone » (Zone de Plouf).

### Elephant Herd

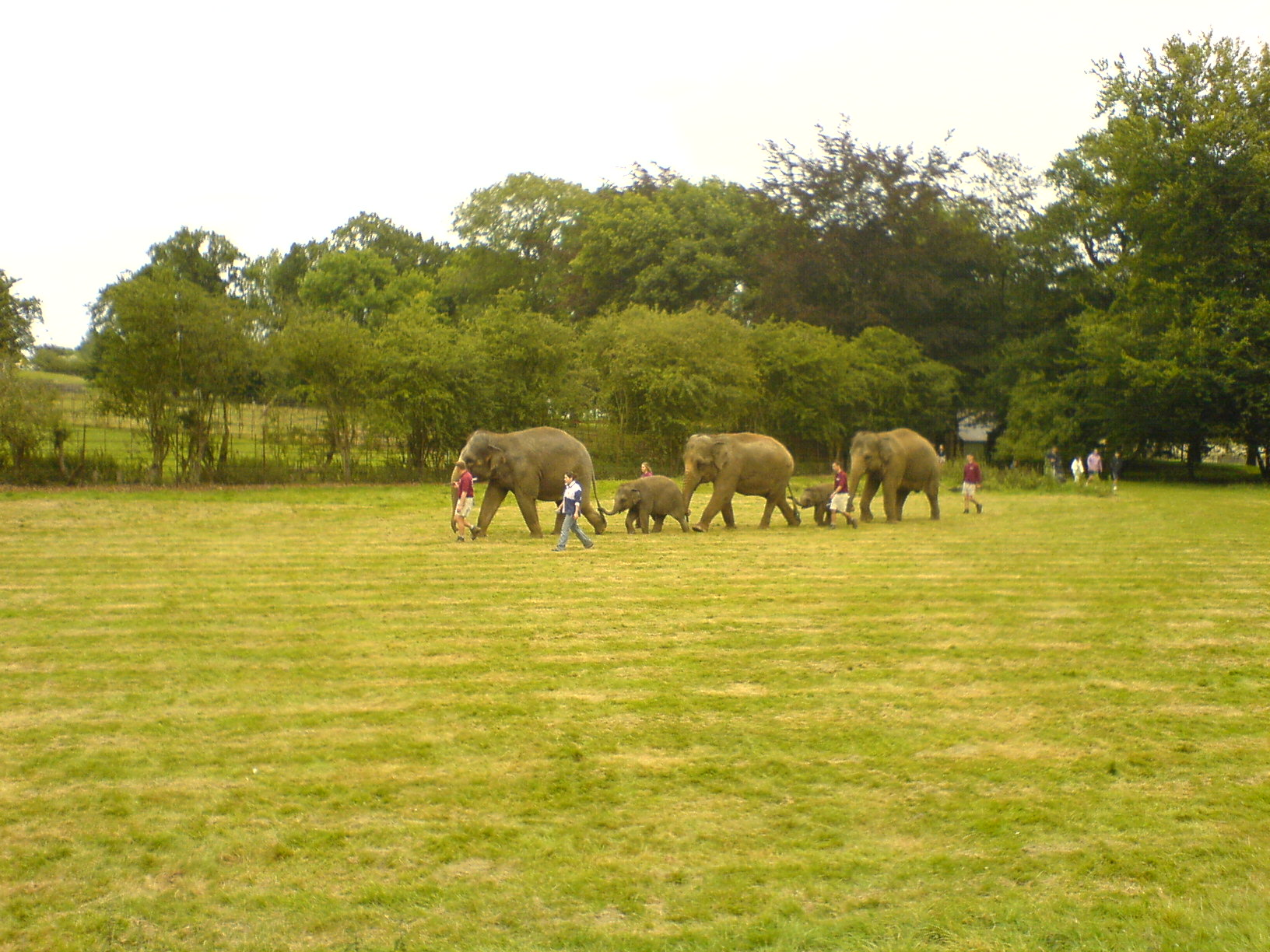
Éléphants menés autour du ZSL Whipsnade Zoo

Whipsnade abrite un troupeau de dix éléphants d'Asie. Leur enclos est de 2,8 Ha et dispose de trois bassins, de la boue pour se vautrer et des bains de poussière.

### Rhinos of Nepal
Ouvert en février 2008, le Rhinos of Nepal abrite un groupe de rhinocéros indiens. Le bâtiment se veut respectueux de l'environnement, en utilisant l'eau de pluie récupérée du toit pour remplir les bassins, les bassins sont chauffés à l'énergie solaire et les barrières sont fabriquées à partir de traverses recyclées au lieu de barres métalliques.

### Birds of the World
Un spectacle éducatif quotidien dans lequel des gardiens présentent diverses espèces d'oiseaux qui démontrent leurs capacités naturelles aux visiteurs. Les oiseaux utilisés dans le spectacle sont des aras bleus, des hiboux grand-duc, des buses de Harris, des toucans toco, des pygargues à tête blanche et des aras hyacinthe.

### Discovery Centre
Une exposition couverte qui abrite plusieurs types de petits animaux exotiques. Il s'agit notamment des ouistitis pygmées, des fourmis coupe-feuille, des  cichlidés du lac Malawi, des araignées Lasiodora parahybana, des locustes, des pythons birmans, des basilics à plumes, des crocodiles nains, des caméléons casqués, des pythons verts et des Dendrobatidae.

### Cheetah Rock

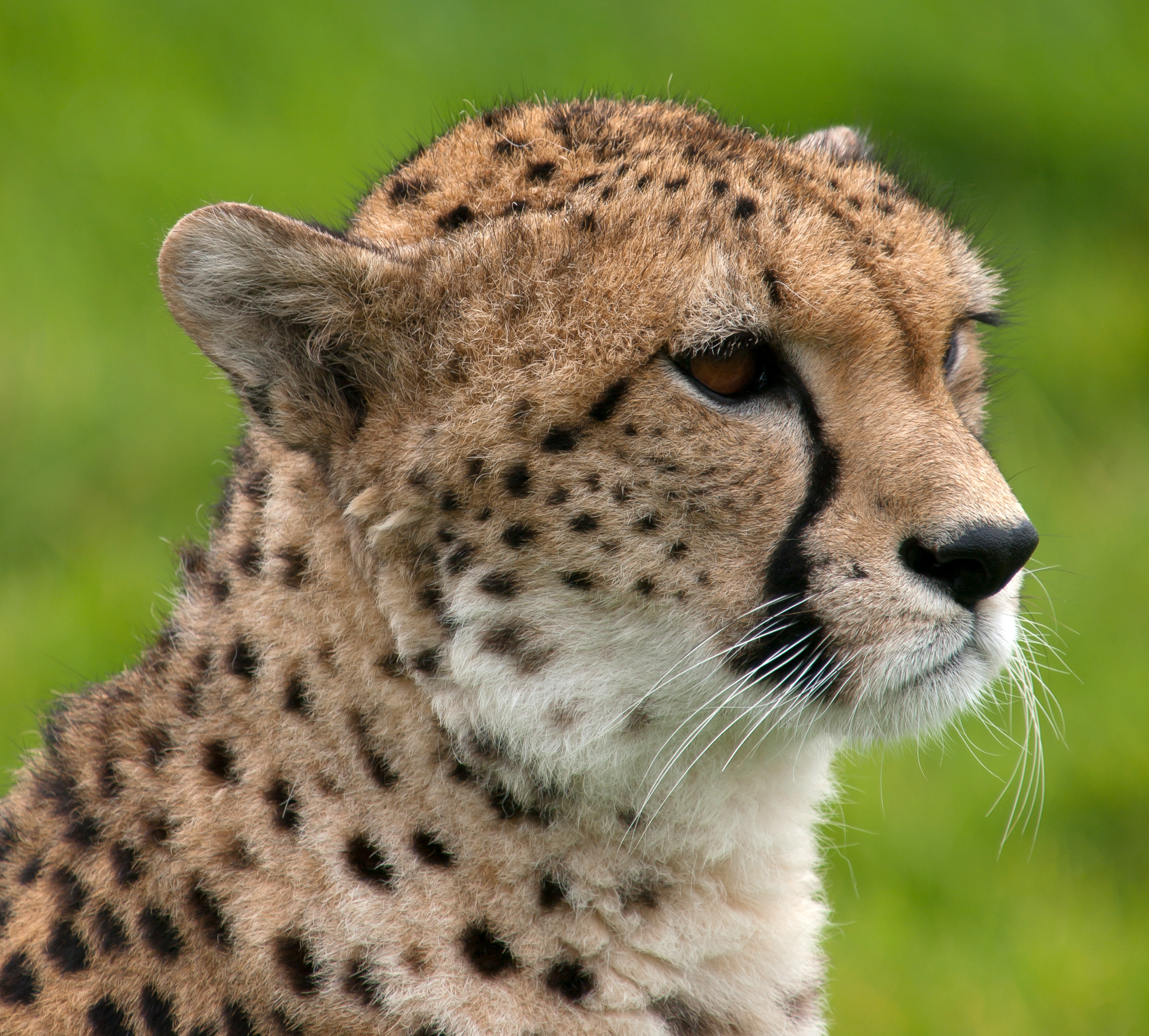
Un guépard au Cheetah Rock

Ouvert en 2008, cette exposition abrite un groupe de guépards, et présente des expositions qui informent les visiteurs sur le projet de conservation de guépard de la ZSL en Tanzanie.

### Hullabazoo Farm
Une zone destinée principalement aux enfants et qui héberge des animaux d’élevage comme les dindes, des lamas, des cobayes, des vaches, des poules, des chevaux, des ânes et des chèvres, dont la plupart sont en liberté.

### Wild Wild Whipsnade
Wild Wild Whipsnade a ouvert ses portes au printemps 2010. Cette exposition abrite plusieurs espèces d'animaux qui vivaient à l'état sauvage en Grande-Bretagne il y a des centaines d'années. Il s'agit notamment des ours bruns, des gloutons, des lynx boréaux, des sangliers, des loups gris, des élans et des bisons d'Europe.

## Économie
Le parc ne reçoit aucun financement du gouvernement, et il dépend principalement des frais d'entrée, des adhésions, des membres et mécènes de la ZSL et de diverses commandites d'entreprises. Le parc profite du système Gift Aid de don de charité.
En 2014, il a été fréquenté par près de 700 000 visiteurs. En 2015, ce sont 663 424 personnes qui ont franchi ses portes.